# 楊白
楊 白（よう はく、生没年不詳）は、中国後漢末期の人物。張魯に仕えた。小説『三国志演義』では楊柏とする。

## 略歴
『三国志』本文に記述はなく、裴松之が注釈に引いた魚豢『典略』に僅かな記録が残っている。
それによると、張魯に身を寄せた馬超は兵を借り、失地回復を図って涼州を攻めたが、勝利は得られなかった。そして建安19年（214年）、張魯に対して不満を抱いた馬超は、楊白たち張魯の配下からの圧力も受けた結果、漢中から出奔し、その後蜀に走った。当時の楊白らの思惑については、「彼〔馬超〕の能力を非難しようとした」とするほか、「馬超の能力に嫉妬した」と解釈するものもある。
また『資治通鑑』および郝経『続後漢書』は楊白を楊昂と見なし、さらに後者は『三国志』霍峻伝に見える「楊帛」も同一人物だとしている。

## 三国志演義
小説『三国志演義』では、張魯の佞臣楊松（架空の人物）の弟として登場する。張魯が馬超に娘を娶わせようとすると、「馬超が妻子を（曹操によって）失ったのは、自らの行いのせいです。主公（張魯）はそのような人物に娘を娶らせてよいのでしょうか」と反対し、取り止めさせている。このため馬超は激怒し、楊柏を殺そうとする。しかし楊柏はこれを知ると、兄と相談して馬超を殺す機会を窺うようになる。
劉備に攻撃された劉璋が張魯に援軍を求めてきた際、楊柏は救援に向かった馬超の監視役として付けられる。しかし馬超が諸葛亮の策略により劉備に降伏したため、最後は手土産代わりに殺されてしまう。